# Próg rzeczny

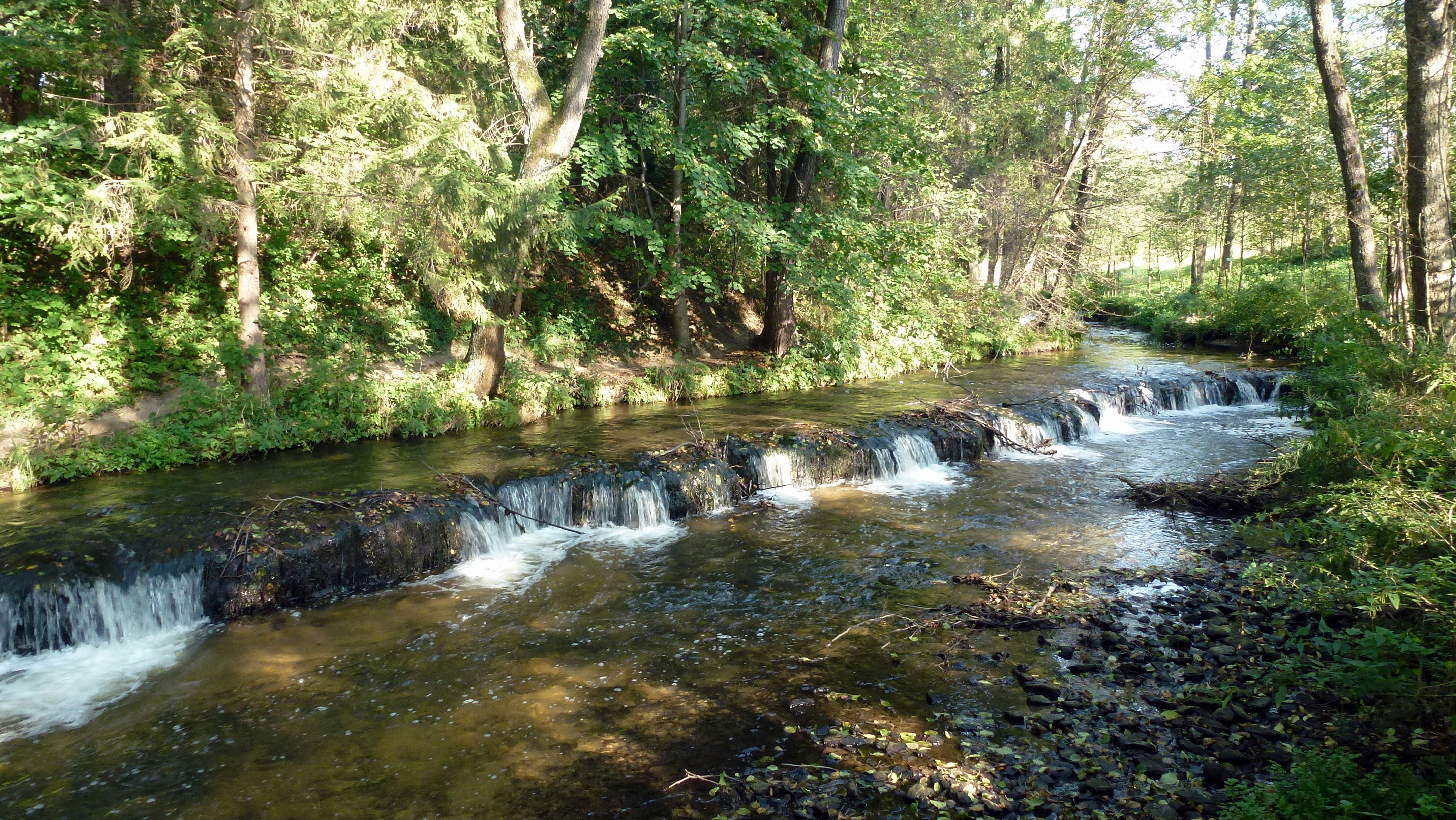
Próg rzeczny na Tanwi

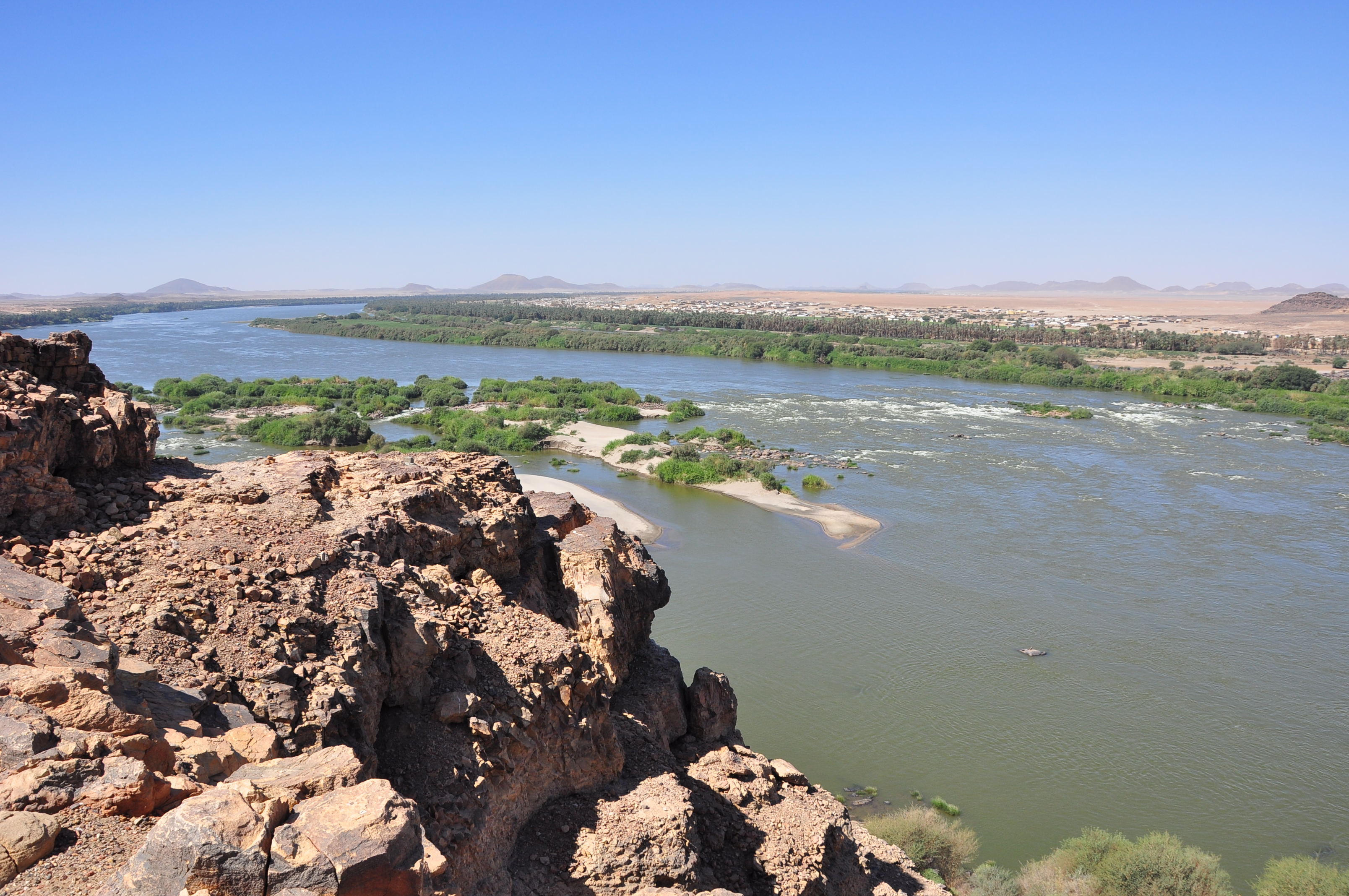
Poroh/Próg na Nilu

Próg rzeczny (inne spotykane nazwy: poroh, sula, szum, szypot) – stopień skalny położony poprzecznie w korycie rzeki powstały w wyniku różnic w erozji skał, przez które przepływa rzeka. Utworzony jest ze skał o większej odporności na erozję. Rzadziej pochodzenia tektonicznego. Jest rodzajem progu skalnego.
Próg rzeczny w istotny sposób wpływa na bieg wody w rzece, w przypadku wysokich progów tworzy się wodospad, a przy mniejszych – kaskady lub bystrza.